# Cosmosoma greta
Cosmosoma greta är en fjärilsart som beskrevs av William Schaus 1924. Cosmosoma greta ingår i släktet Cosmosoma och familjen björnspinnare. Inga underarter finns listade i Catalogue of Life.